# Ansar-e Hezbollah
Ansar-e Hezbollah (persan : انصار حزب‌الله , lit. « Partisans du Parti de Dieu ») est une organisation paramilitaire conservatrice en Iran. Selon le Columbia World Dictionary of Islamism, il s'agit d'une « organisation semi-officielle quasi-clandestine de caractère paramilitaire qui exerce des fonctions de justicier ».
Hossein Allahkaram, l'un des dirigeants connus de l'organisation, l'a décrit comme « des groupes de jeunes vétérans de la guerre qui, sur la base de leur devoir révolutionnaire islamique, prétendent exécuter la volonté de l'Imam et rectifier les lacunes existantes en Iran ».

## Origine et statut
Ansar-e Hezbollah, ou Disciples du Parti de Dieu ou plus littéralement Aides du Hezbollah en persan, serait un groupe paramilitaire semi-officiel formé en 1995. Contrairement à certains autres groupes paramilitaires, Ansar-e Hezbollah suit une formation formelle.
On pense qu'il est financé et protégé par de nombreux ecclésiastiques du gouvernement. Il est souvent caractérisé comme un groupe d'autodéfense car ils utilisent la force mais ne font pas partie de l'application de la loi gouvernementale, bien qu'il puisse ne pas répondre à la définition stricte du mot dans la mesure où le groupe promet loyauté au guide suprême de l'Iran Ali Khamenei et est censé être protégé par lui.
La plupart des membres d'Ansar-e Hezbollah sont soit des membres des milices Basij, soit des vétérans de la guerre Iran-Irak.
Dans les années 1990, ils s'en prennent aux intellectuels réformistes comme Abdolkarim Soroush et brûlent des librairies.